# لويس ترافيس
لويس ترافيس (بالإنجليزية: Lewis Travis)‏ هو لاعب كرة قدم بريطاني، ولد في 16 أكتوبر 1997 في Whiston, Merseyside ‏ في المملكة المتحدة. لعب مع بلاكبيرن روفرز.

## وصلات خارجية
- لويس ترافيس على موقع قاعدة بيانات كرة القدم.إي يو (الإنجليزية)
- لويس ترافيس على موقع Soccerbase.com (لاعب) (الإنجليزية)
- لويس ترافيس على موقع Soccerway.com (الإنجليزية)
- لويس ترافيس على موقع عالم كرة القدم.نت (الإنجليزية)